# Damir Dugonjič
Damir Dugonjič, slovenski plavalec, * 21. februar 1988, Ravne na Koroškem, Slovenija.
Dugonjič študira ohranjanje narave in upravljanje z viri na Univerzi Kalifornije, Berkeley. Berkeley je zastopal na ameriškem univerzitetnem prvenstvu leta 2010 in osvojil prvo mesto v disciplini 100 m prsno.
Za Slovenijo je nastopil na Poletnih olimpijskih igrah v Pekingu, kjer je v disciplini 100 metrov prsno osvojil 16. mesto. Na Evropskem prvenstvu leta 2010 v Budimpešti je tekmoval v disciplini 50 m prsno. V kvalifikacijah je dosegel najboljši čas, v polfinalu je dosegel četrtega, nato pa v finalu zasedel 7. mesto. V finale v disciplini 50 m prsno se je uvrstil tudi na Svetovnem prvenstvu 2011 v Šanghaju, kjer je dosegel končno 8. mesto. Na Svetovnem prvenstvu v kratkih bazenih 2012 v Carigradu je osvojil srebrni medalji na 50 m in 100 m prsno.